# Южный Илокос
Южный Илокос (исп. Ilocos del Sur, илок. Abagatan nga Ilocos, таг. Timog Ilokos) — провинция Филиппин, входящая в регион Илокос. Административный центр — город Виган, расположенный в 408 км от Манилы. Население — 658 587 чел. (2010 г.). Площадь — 2579,6 км². Заселено только 20 % территории провинции.

## География
Географически провинция расположена на северо-западе острова Лусон, по соседству с провинцией Северный Илокос. Другие соседние провинции — Абра на северо-востоке, Бенгет на востоке, Ла-Уньон на юге. На западе территория омывается Южно-Китайским морем. Климат — экваториальный, в северной части — более сухой, в южной — более влажный. Самые сухие месяцы — с октября по май. Средняя температура — 27 °C, практически не изменяется в течение года.

## История
Первоначально эта территория была заселена илоками, которые поддерживали связи с китайскими, японскими и малайскими торговцами. Впоследствии здесь появляются испанцы. Хуан де Сальседо основывает Виган (Вилья-Фернандина) в 1572 г., и до 1574 г., то есть до года своей смерти, остается губернатором города. Затем появляются монахи-августинцы, ведут пропаганду, строят церкви. Виган становится центром епархии Новая Сеговия. В этот период еще нет отдельных провинций Северного и Южного Илокос, они появляются после издания декрета от 2 февраля 1818 г.
Регион Илокос является местом смешения разных культур, филиппинской, китайской, европейской. Его называют живым музеем, а город Виган в настоящее время — это образец типичного колониального испанского города на Филиппинах.

## Население
Население провинции по данным на 2010 год составляет 658 587 человек. 95 % населения говорит на языке илокано, но распространены также тагальский, языки бисайя, каканай, тинггиан, английский и китайский.
В религиозном отношении местное население — католики (85 %); на всю территорию провинции расппространяет свою юрисдикцию архиепархия Новой Сеговии. В провинции также распространены буддизм, ислам, Церковь Христа, аглипаянство, Свидетели Иеговы и адвентисты седьмого дня.

## Административное деление
В административном отношении подразделяется на 2 города (Виган и Кандон) и 32 муниципалитета:
| - Алилем - Банайойо - Бантай - Бургос - Кабугао - Каоайан - Сервантес - Галимуйод | - Грегорио-дель-Пилар - Лидлидда - Магсингал - Нагбукел - Нарвакан - Кирино - Салседо - Сан-Эмилио | - Сан-Эстебан - Сан-Ильдефонсо - Сан-Хуан - Сан-Висенте - Санта - Санта-Каталина - Санта-Крус - Санта-Люсия | - Санта-Мария - Сантьяго - Санто-Доминго - Сигай - Синаит - Сугпон - Суйо - Тагудин |

## Галерея
- Церковь в городе Кандон
- Церковь в городе Виган
- Старый город, Виган
- Старый город, Виган
- Церковь Санта-Мария